# Mann von Pritschöna
Der Mann von Pritschöna ist ein Skelettfund der endneolithischen schnurkeramischen Kultur aus Pritschöna, einem Ortsteil der Gemeinde Schkopau im Saalekreis in Sachsen-Anhalt. Der Mann von Pritschöna wird im Landesmuseum für Vorgeschichte in Halle (Saale) konserviert.

## Beschreibung
Der Mann wurde 1910 von P. Berger in der Gemeindekiesgrube von Pritschöna entdeckt. Er war in einer einfachen Erdgrube beigesetzt worden und lag in Hockerstellung kopfabwärts. Sein Kopf lag in einer Tiefe von 1,5 m, der Blick war nach Südosten gerichtet. Der Schädel weist zwei Löcher auf, bei denen es sich um Trepanationen handelt. Die abgeflachten Kanten der Verstümmelung belegen den erfolgreichen Heilungsprozess. Die Beine befanden sich in einer Tiefe von 0,75 m. Sie sind teilweise angebrannt, da in der späten Bronzezeit über dem Grab eine Herdstelle angelegt wurde. Als einzige Beigabe wurde neben dem rechten Beckenknochen des Toten eine Feuerstein-Klinge gefunden. Das Sterbealter des Mannes konnte auf 41–60 Jahre (matur) bestimmt werden.
Im Vergleich zu anderen Regionen ist die Zahl der in Mitteldeutschland dokumentierten vorgeschichtlichen Trepanationen hoch. Allein aus der Schnurkeramischen Kultur sind mehr als ein Dutzend Befunde beschrieben. Die meisten stammen aus Sachsen-Anhalt. In der Regel wurden Männer mittleren Alters trepaniert, nur sehr selten sind solche Eingriffe an Frauenschädeln überliefert.